# ГЕС Салаковац
ГЕС Салаковац — гідроелектростанція у Герцеговині (південний схід Боснії і Герцеговини), споруджена на річці Неретва. Входить до складу каскаду: розташована між ГЕС Грабовиця (вище за течією) і ГЕС Мостар. Друга за потужністю в країні після станції Вишеград та перша у Федерації Боснії і Герцеговини (без урахування ГАЕС).
Для спорудження станції річку перекрили бетонною гравітаційною греблею висотою 70 метрів, що утворило водосховище корисним об'ємом 16 млн м3. Машинний зал, включений у конструкцію греблі, обладнаний трьома турбінами типу Каплан загальною потужністю 210 МВт. При максимальному напорі у 43 метри це забезпечує виробництво 0,42 млрд кВт·год на рік.
Видача продукції відбувається по ЛЕП, що працюють під напругою 220 кВ.